# Péterfalva
Péterfalva (románul Petrești, korábban Peterfalău, németül Petersdorf, szászul Pittersdruf) falu Romániában, Erdélyben, Fehér megyében. Közigazgatásilag Szászsebeshez tartozik.

## Fekvése
Szászsebestől 4 km-re délre, a Sebes folyó partján, 400 méteres átlagos tengerszint feletti magasságban fekszik.

## Nevének eredete
Nevét birtokosáról, Vízaknai Péter gerébről, a Péterfalvi család őséről kapta. Történeti névalakjai: villa Petri (1309), Villa sub Castro Petri (1324), Peturfalua (1345, Peterfallus (1368), Petersdorf (1488), Péterfalva (1611).

## Története
A középkorban szászsebesszéki szász falu volt. 1500-ban 43 telkes gazda, két szegény családfő, egy deák és egy molnár lakta.
1599–1600-ban Vitéz Mihály hadai, 1704-ben a kurucok dúlták föl. 1753-ban kb. kétszáz landlert (stájerországi és karintiai protestánst) telepítettek be. 1876-tól Szeben vármegyéhez tartozott.
Szászsebes város 1754-ben javította ki korábban már működött papírmalmát a várostól hét kilométerre délre, a Sebesből kivezetett csatornán. Főként a nagyszebeni kormányhivatalok számára termelt.
1852-ben alapították papírgyárát, amely kezdetben rongyokat dolgozott fel. 1854-ben leégett és csak 1858-ra épült föl újra. Ekkor egy hatszáz lóerős vízkerék hajtotta a Sebesen. Többször tulajdonost váltott, majd 1873-ban az osztrák Nuesiedler cég vásárolta meg, amely új gépekkel szerelte fel. A gyárhoz ekkor római katolikus németek költöztek be. A kibővített gyár 3500 tonnás termelése 1879-ben az erdélyi papírtermelés egyharmadát adta. Saját maga gyártott cellulózt a Sebesen leúsztatott fenyőfából. 1893-ban megépült a papírgyárat Szászsebessel összekötő vasút, 1894-ben pedig a gyárat energiával ellátó vízerőmű. 1910-ben 5600 tonna papírt termelt. 1926-ban évi 6600 tonna kapacitásúvá modernizálták. 1974-ben ismét kibővítették, ezután 1300 munkást foglalkoztatott. Újságpapírt, szalvétát, bibliapapírt és fotópapírt is gyártott. 1997-ben a papírgyártás megszűnt, később kisebb léptékben újraindult.
1910-ben Kendeffy Károly és Herzfeld Gyula alapítottak a faluban fűrészárugyárat, amely 1940-ig működött, 1938 és 1960 között pedig kerámiaipari műhelye volt. A szocializmus alatt borászati központ is létezett Péterfalván, amely helyben főként járdovány fajtát termesztett.

## Lakossága
- 1850-ben 1117 lakosából 765 volt német, 269 román és 81 cigány nemzetiségű. A lakosságból 765 fő evangélikus és 350 ortodox vallású volt.
- 1900-ban 2146 lakosából 1429 volt német, 677 román és 34 magyar anyanyelvű; 1319 evangélikus, 675 ortodox, 121 római katolikus és 26 református vallású. 57%-uk tudott írni–olvasni, a nem magyar anyanyelvűek 5%-a beszélt magyarul.
- 2002-ben 4230 lakosából 3957 román, 189 német, 44 cigány és 38 magyar nemzetiségű; 3555 ortodox, 355 pünkösdista és 176 evangélikus vallású.

## Gazdasága
- A papírgyáron kívül van benne egy acéláru- és fémhuzalgyár és egy betonelemgyár.
- 1991 óta itt működik az Elis Pavaje, Románia legnagyobb burkolatkőgyártója. 2009-ben 350 főt foglalkoztatott.
- A Péterfalvi-víztározót 1982-ben alakították ki, területe 41 hektár. Ivóvízzel látja el Szászsebest, Gyulafehérvárt, Balázsfalvát és Marosújvárt. Egy négy megawattos kapacitású vízerőmű is működik rajta.[5]

## Látnivalók

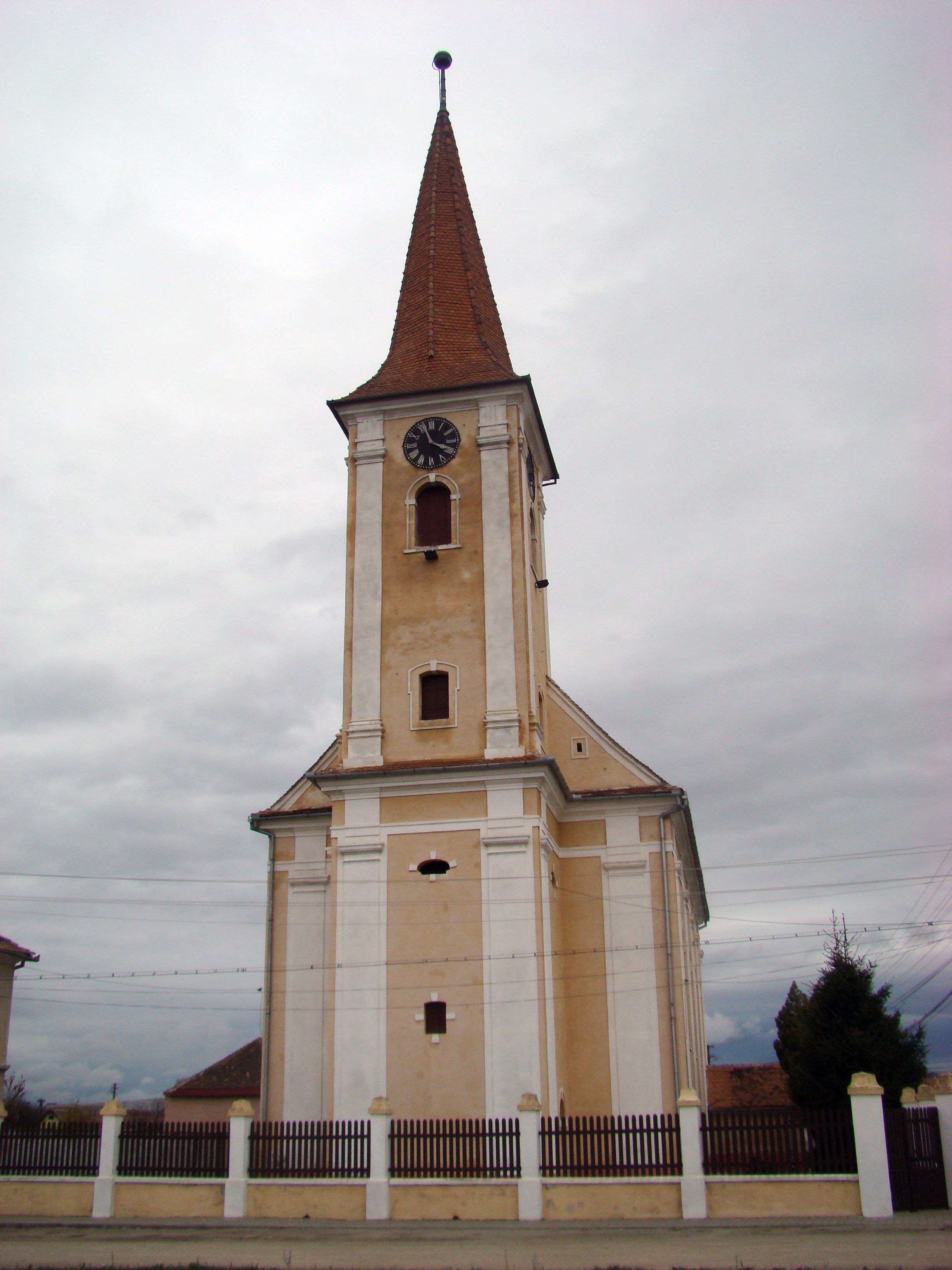
A péterfalvi evangélikus templom

- evangélikus temetőjében áll a valószínűleg 1438 után épült és 1637 után magasított, hét méteres torony, amely középkori erődített templomához tartozott.
- Evangélikus temploma 1805-ben épült klasszicista stílusban, a középkori templom anyagából. Egyik harangját a 14. században öntötték.[6] 1980-ban renoválták, padjait Szemlakról hozatták.
- Római katolikus temploma 1934–1935-ben épült, a papírgyárhoz települt katolikusok részére.
- 1989 és 2001 között új ortodox templomot építettek a korábbi, 1842 és 1846 között készült helyén. A templomban bizánci stílusú falfestményen örökítették meg II. János Pál pápát, George Busht és Mihail Gorbacsovot, "a kommunizmus sírásóit". A kép felirata magyarul: "Amikor az ember kiáltott: – Állítsátok meg a világot, ki akarok szállni!, Isten közbelépett gondviselése választottjai révén, hogy megváltoztassa azt."
- A Sebes-völgyi néprajzi múzeum.

## Híres emberek
- Itt született 1939-ben Sorin Vulcu zeneszerző.